# Мульдайн
Мульдайн (нем. Muldain) — населённый пункт в Швейцарии, в кантоне Граубюнден.
Входит в состав региона Альбула. Находится в составе коммуны Вац. Население составляет 2641 человек (на 2005 год). 

## Фотографии

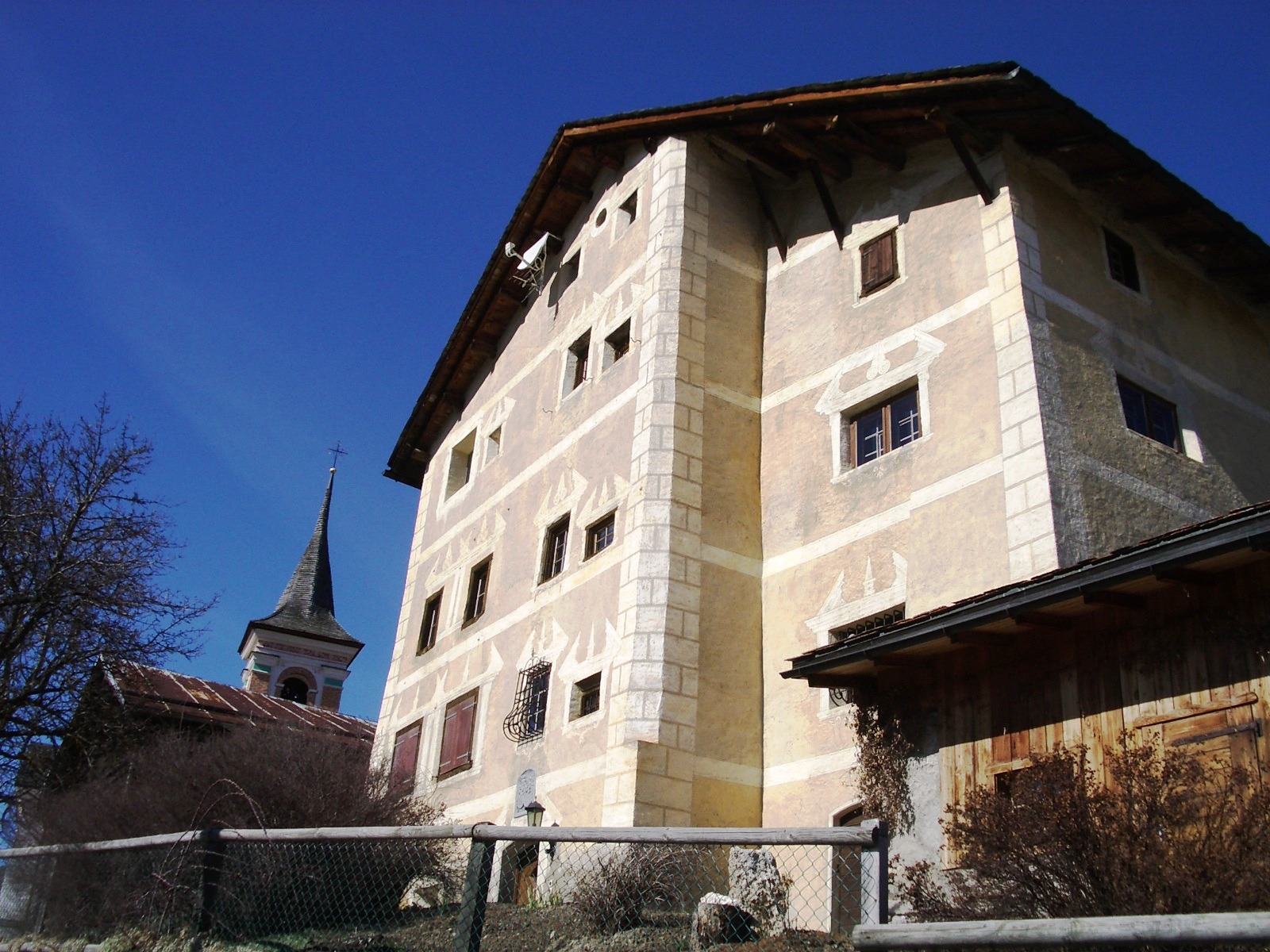
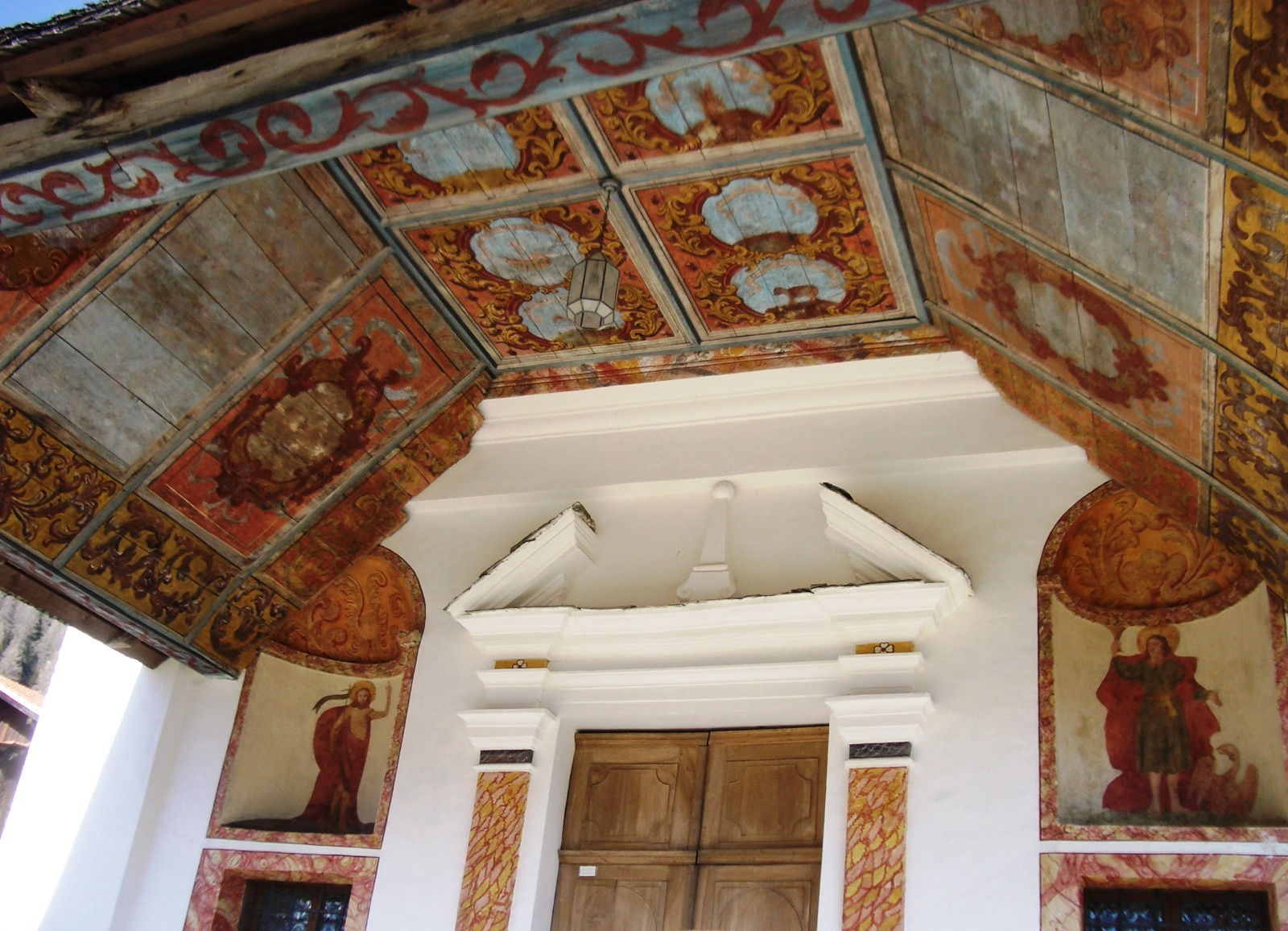
Церковь
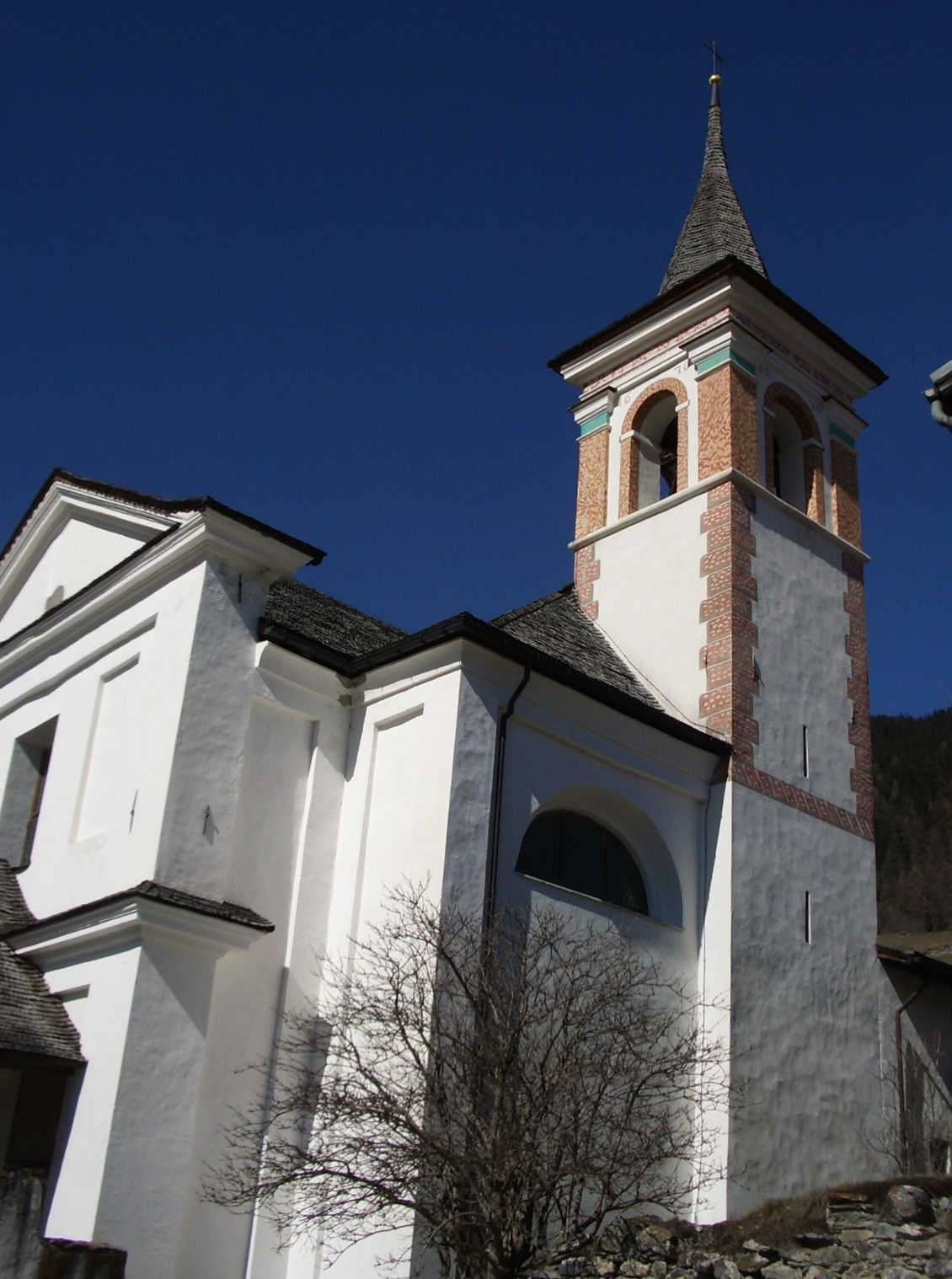
Церковь